# Moyahua de Estrada
Moyahua de Estrada är en kommun i Mexiko.   Den ligger i delstaten Zacatecas, i den centrala delen av landet, 500 km väster om huvudstaden Mexico City.